# 五十嵐康人
五十嵐 康人（いがらし やすひと、1958年 - ） は、日本の環境学者。京都大学複合原子力科学研究所副所長・教授。日本放射化学会会長。

## 人物・経歴
筑波大学第一学群自然学類卒業後、1987年筑波大学大学院化学研究科博士課程修了、理学博士。
同年科学技術庁放射線医学総合研究所環境放射生態学研究部研究官。1991年気象庁気象研究所地球化学研究部研究官。1994年気象庁気象研究所研究部主任研究官。2009年気象庁気象研究所環境・応用気象研究部に異動。2010年気象庁気象研究所環境・応用気象研究部第四研究室長。
2018年茨城大学理学部補助金研究員、同年筑波大学アイソトープ環境動態研究センター准教授、筑波大学数理物質系化学専攻准教授。2019年京都大学複合原子力科学研究所教授、京都大学大学院農学研究科地域環境科学専攻教授、茨城大学理学部特命研究員。
2021年京都大学複合原子力科学研究所副所長（研究教育担当）。 2021年度日本エアロゾル学会論文賞受賞。2022年日本放射化学会会長、京都府原子力防災専門委員。